# Mademoiselle de Paris (film, 2010)
Pour les articles homonymes, voir Mademoiselle de Paris.
 Pour plus de détails, voir Fiche technique et Distribution
Mademoiselle de Paris est le premier film pornographique français coproduit, en 2010, par Marc Dorcel et des internautes via la plate-forme communautaire MyDorcel. Il a été réalisé par Hervé Bodilis avec au casting Jade Laroche, Jessica Fiorentino, Nina Roberts, Claire Castel, Anna Polina, Suzie Carina, Black Angelika, Aleska Diamond, James Brossman, Eric Park, J.P.X., Ian Scott et Alex.
Le film a été tourné à Paris en juin 2010, le budget de 185 000 € a été versé à 49 % par Marc Dorcel et 51 % par les producteurs internautes de MyDorcel.

## Synopsis
La Parisienne de jour comme de nuit sait se montrer sexy pour détourner les regards sur elle et faire des rencontres très insolites…

## Fiche technique
- Titre : Mademoiselle de Paris
- Réalisateur : Hervé Bodilis
  - assistant du réalisateur : Marika Bodilis
- Décor : Matthew Sakk
- Maquillage et coiffure : Rose Fléchand, Rita et Tony
- Photographie : Laci
- Musique : Marc Dorcel
- Son : Josselin Panchout
- Producteur : Thierry Golyo et James Jordan
- Production et distribution : Marc Dorcel
- Format : Couleur - 1,85:1
- Durée : 107 minutes
- Date de sortie : 2010
- Pays :  France
- Genre : pornographie

## Distribution
- Aleska Diamond
- Alex
- Anna Polina
- Black Angelika
- Claire Castel
- Eric Park
- Ian Scott
- Jade Laroche
- James Brossman
- Jessica Fiorentino
- J.P.X.
- Nina Roberts
- Suzie Carina

## Récompenses

### Nominations
- AVN Awards 2012 :
  - Meilleur film étranger (best foreign feature)
  - Meilleur réalisateur - film étranger (best director – foreign release) pour Hervé Bodilis